# Xavier Dectot
Xavier Dectot, né le 8 juin 1973 à Pithiviers, est un conservateur de musée et historien de l'art français.
Il a été directeur du Louvre-Lens de 2011 à 2016 et directeur du département Art and Design du National Museum of Scotland à Édimbourg de 2016 à 2019. Depuis 2019, il est directeur du Lusail Museum à Doha, Qatar.

## Biographie

### Formation
Il a fait ses études à l'École des chartes (il reçoit le diplôme d'archiviste paléographe en 1998 après avoir soutenu une thèse intitulée La Mort en Champagne : étude de l’art funéraire aux XIIe et XIIIe siècles), à l'Institut national du patrimoine (reçu au concours en 1997, il n'en sort qu'en 2001, ayant interrompu sa scolarité pour terminer son doctorat), à la Casa de Velazquez (il en est membre scientifique de 1998 à 2000) et à l'École pratique des hautes études (il y obtient un doctorat en histoire de l'art funéraire médiéval en 2001).

### Carrière
Enseignant à l’École du Louvre, il entre ensuite comme conservateur au musée national du Moyen Âge en 2001, responsable des collections de sculptures et d'ivoire.
Le 27 mars 2011, il a été nommé directeur du musée du Louvre-Lens,.
En 2016, il quitte ce musée pour devenir directeur du département Art and Design du National Museum of Scotland à Édimbourg. En 2019, il rejoint Qatar Museums Authority comme directeur de l’Orientalist Museum, depuis renommé Lusail Museum.
En mars 2024, il devient directeur du Musée national Clemenceau-de-Lattre à Mouilleron-en-Pareds.

## Œuvres
- Art ou politique, Arcs, statues et colonnes de Paris (avec Geneviève Bresc-Bautier), Action artistique de la ville de Paris, 1999
- L'Art roman en France, musée du Louvre-Hazan, 2004
- Catalogne romane, sculptures du val de Boí (avec Jordi Camps), RMN-Musée national du Moyen Âge, 2004
- Sculptures des XIe siècle-XIIe siècle, roman et premier art gothique, RMN-Musée national du Moyen Âge, 2005
- Pierres tombales médiévales, sculptures de l'au-delà, Remparts, 2006
- Céramiques hispaniques, XIIe siècle-XVIIIe siècle, RMN-Musée national du Moyen Âge, 2008
- Reflets d'or, d'orient en occident : la céramique lustrée, IXe – XVe siècle, RMN-Musée national du Moyen Âge, 2008
- Les Tombeaux des familles royales de la péninsule ibérique au Moyen Âge, Brepols, 2009
- Paris, Ville rayonnante (avec Meredith Cohen), RMN-Musée national du Moyen Âge, 2010
- Sculptures du XIIIe siècle, collections du musée de Cluny, RMN-Musée national du Moyen Âge, 2010
- D'or et de feu : l'art en Slovaquie à la fin du Moyen Âge (avec Dušan Buran et Jean-Christophe Ton-That), RMN-Musée national du Moyen Âge, 2010
- À la table de l'histoire, recettes revisitées, des banquets antiques à aujourd'hui (avec Marion Godfroy), Flammarion, 2011